# Каудърспорт
Каудърспорт (на английски: Coudersport) е град в Пенсилвания, Съединени американски щати, административен център на окръг Потър. Населението му е 2444 души (по приблизителна оценка от 2017 г.).
В Каудърспорт е роден полицейският служител Елиът Нес (1903-1957).